# Jean-Pierre Wintenberger
Jean-Pierre Wintenberger (Neuilly-sur-Seine, 6 dicembre 1954 – La Tronche, 23 gennaio 2019) è stato un matematico francese, conosciuto per il suo contributo in teoria dei numeri. Nel 2011 ha ricevuto il premio Cole per aver provato insieme a Chandrashekhar Khare la congettura di Serre.
Muore il 23 gennaio 2019 all'età di 64 anni.